# تعقیب گوسفند وحشی
تعقیب گوسفند وحشی (به ژاپنی: 羊をめぐる冒険) سومین رمان هاروکی موراکامی نویسنده ژاپنی است که در سال ۱۹۸۲ در ژاپن منتشر شد و در همین سال جایزه ادبی نوما را دریافت کرد. بخش‌هایی از این رمان به به شیوه داستان‌های پلیسی-جنایی به سبک معمایی و اسرارآمیز نوشته شده و بخش‌های دیگری در فضایی سوررئال می‌گذرند و چرخش‌های پست‌مدرن نویسنده بین این دو فضا از جذابیت‌های داستان است.
دو ترجمه فارسی از این کتاب با فاصله یک هفته در سال ۱۳۹۲ منتشر شدند. ترجمه محمود مرادی توسط نشر ثالث با نام «شکار گوسفند وحشی» و ترجمه مهدی غبرائی توسط نیکونشر با نام «تعقیب گوسفند وحشی» به چاپ رسیده‌اند.

## داستان
شخصیت اصلی این رمان مرد ژاپنی بدون نام ۳۰ ساله‌ای است که در تعقیب یک گوسفند وحشی که در جسم انسان‌ها حلول می‌کند، از توکیو به هوکایدو سفر می‌کند. دوست مرد برای او عکسی از یک سری گوسفند در چمنزار می‌فرستد و مرد نیز در روزنامه این عکس را استفاده می‌کند و بعد افرادی به سراغ او آمده و او را مجبور می‌کنند که گوسفند را برای آنها پیدا کند.